# Théorie de Dow
La théorie de Dow est un principe d'analyse technique formulé par Charles Dow, qui est également à la base de la création du Dow Jones. Dow identifie trois tendances majeures sur le cours d'une valeur mobilière, qui sont le résultat des informations et connaissances la concernant détenues par le marché :
- La tendance primaire, à la hausse ou à la baisse, dure au moins un an.
- La tendance secondaire dure de un à trois mois et correspond à une phase de correction de la tendance primaire.
- La tendance tertiaire, moins importante, dure au maximum quelques semaines et est contenue dans la tendance secondaire.

## Six principes de base de la théorie de Dow
(traduit de WP EN)
1. Le marché a trois mouvements
(1) Le "mouvement principal", mouvement primaire ou tendance majeure peut durer de moins d'un an à plusieurs années.  Il peut être haussier ou baissier.
(2) Le "medium swing", réaction secondaire ou réaction intermédiaire peut durer de dix jours à trois mois et retrace généralement de 33% à 66% de la variation primaire des cours depuis le précédent medium swing ou le début du mouvement principal.
(3) Le "short swing" ou mouvement mineur varie avec l'opinion de quelques heures à un mois ou plus.  Les trois mouvements peuvent être simultanés, par exemple, un mouvement mineur quotidien dans une réaction secondaire baissière dans un mouvement primaire haussier.
2. Les tendances du marché ont trois phases 
La théorie de Dow affirme que les grandes tendances du marché sont composées de trois phases : une phase d'accumulation, une phase de participation (ou d'absorption) du public, et une phase de distribution.  La phase d'accumulation (phase 1) est une période où les investisseurs "avertis" achètent (vendent) activement des actions contre l'avis général du marché. Pendant cette phase, le prix de l'action ne change pas beaucoup parce que ces investisseurs sont en minorité à demander (absorber) des actions que le marché dans son ensemble fournit (relâche). Finalement, le marché se rend compte de la présence de ces investisseurs astucieux et un changement rapide du prix se produit (phase 2). Cela se produit lorsque les suiveurs de tendance et d'autres investisseurs orientés techniquement participent. Cette phase se poursuit jusqu'à ce qu'une spéculation effrénée se produise. À ce moment-là, les investisseurs avisés commencent à distribuer leurs avoirs sur le marché (phase 3).
3. Le marché boursier ignore toutes les nouvelles
Les prix des actions intègrent rapidement les nouvelles informations dès qu'elles sont disponibles. Dès qu'une nouvelle est publiée, les prix des actions changent pour refléter cette nouvelle information. Sur ce point, la théorie de Dow est en accord avec l'une des prémisses de l'hypothèse de marché efficient.
4. Les moyennes des marchés boursiers doivent se confirmer mutuellement
À l'époque de Dow, les États-Unis étaient une puissance industrielle en pleine croissance. Les États-Unis avaient des centres de population mais les usines étaient dispersées dans tout le pays. Les usines devaient expédier leurs marchandises sur le marché, généralement par voie ferroviaire. Les premières moyennes boursières de Dow étaient un indice des sociétés industrielles (manufacturières) et des sociétés ferroviaires. Pour Dow, un marché haussier dans le secteur industriel ne pouvait se produire que si la moyenne des chemins de fer se redressait également, généralement en premier. Selon cette logique, si les bénéfices des fabricants augmentent, il s'ensuit qu'ils produisent davantage. S'ils produisent plus, ils doivent expédier plus de marchandises aux consommateurs. Par conséquent, si un investisseur cherche des signes de santé chez les fabricants, il devrait examiner la performance des entreprises qui expédient leur production vers le marché, les chemins de fer. Les deux moyennes doivent évoluer dans la même direction. Lorsque les performances des moyennes divergent, c'est un avertissement que le changement est dans l'air.
Le Barron's Magazine et le Wall Street Journal publient toujours les performances quotidiennes du Dow Jones Transportation Average sous forme de graphique.  L'indice contient les principales compagnies ferroviaires, sociétés de transport maritime et transporteurs aériens des États-Unis.
5. Les tendances sont confirmées par le volume
Dow croyait que le volume confirmait les tendances des prix. Lorsque les prix évoluent sur un faible volume, il peut y avoir de nombreuses explications différentes. Un vendeur trop agressif pourrait être présent par exemple. Mais lorsque les mouvements de prix sont accompagnés d'un volume élevé, Dow pensait que cela représentait la "vraie" vision du marché. Si de nombreux participants sont actifs sur un titre particulier et que le prix évolue de manière significative dans une direction, Dow soutenait que c'était la direction dans laquelle le marché prévoyait un mouvement continu. Pour lui, c'est le signal qu'une tendance est en train de se développer.
6. Les tendances existent jusqu'à ce que des signaux définitifs prouvent qu'elles ont pris fin.
Dow croyait que les tendances existaient malgré le "bruit du marché". Les marchés peuvent temporairement évoluer dans la direction opposée à la tendance, mais ils reprendront bientôt le mouvement antérieur. Il faut accorder le bénéfice du doute à la tendance pendant ces renversements. Il n'est pas facile de déterminer si un renversement est le début d'une nouvelle tendance ou un mouvement temporaire dans la tendance actuelle. Les théoriciens de la tendance sont souvent en désaccord sur cette détermination. Les outils d'analyse technique tentent de clarifier ce point, mais ils peuvent être interprétés différemment par différents investisseurs.